# Јасмина Нинков
Јасмина Нинков (Ћуприја, 1. април 1962) српски је библиотекар. Дипломирани је политиколог и библиотекар саветник, један је од водећих српских стручњака у области библиотекарства. Од 2009. године је директор Библиотеке града Београда, највеће јавне библиотеке у Србији.

## Биографија
Јасмина Нинков је рођена 1962. године у Ћуприји (Србија). Дипломирала је новинарство на Факултету политичких наука у Београду 1986. године, чиме је стекла звање дипломираног политиколога. Стручни испит из области библиотекарства положила је 1993. године, а звање дипломираног библиотекара саветника стекла је 2006. године. Специјализирала се за предавача у области интелектуалних слобода (Словенија, 2001) информационе писмености (Анкара, 2008), дигитализације (Праг, 2008).
Од 1991. до 2002. године радила је у Библиотеци града Београда на уредничким пословима, организовању културних програма, стручним пословима и као шеф Дечје библиотеке. Била је директор Библиотеке Милутин Бојић у Београду од октобра 2002. године до јуна 2009. године. Од 2009. године била је директор је Библиотеке града Београда, највеће јавне библиотеке у Србији, да би је 2025. године Влада Србије именовала за вршиоца дужности управника Народне библиотеке Србије.
Била је члан Управног одбора Библиотекарског друштва Србије (2005—2009), председник Библиотекарског друштва Србије (2011—2015), члан Друштва са односе са јавношћу Србије, Друштва Свети Сава и других организација. Члан је Комисије за стандарде у области информација и документаристике Завода за стандардизацију Србије.
Учествовала је на бројним стручним скуповима, семинарима и међународним конференцијама, радионицама и стратешким конференцијама (Савет Европе, Европска комисија). Ангажована је и активно учествује у међународним пројектима EAwarenes (Europeana Awareness), Di-XL (Dissemination and eXploration through Libraries), LoCloud, АxcessIT, AxcessIT plus, Pulman, Calimera.

## Објављени радови
Активно објављује текстове у домаћој и страној периодици о књизи, читању, библиотекарству, европским интеграцијама, електронској управи, као и стручне радове (интернет, маркетинг, односи са јавношћу, е-култура...)

### Монографске публикације
- Библиотеке XXI века (Београд, Чигоја штампа, 2010)
- Библиотека као јавни сервис културе (Београд, Демократска странка, Истраживачко-издавачки центар, 2006)
- Електронска управа : како служити грађанима (Београд, Демократска странка, Истраживачко-издавачки центар, 2006)
- Нова библиотека : иновативност и социјална улога библиотека (Љиг, Интернет клуб; Сомбор, Педагошки факултет, 2023)[9]

## Награде
- Повеља Библиотекарског друштва Србије за допринос библиотекарству.
- Награда „Марија Илић Агапова”, 2009.
- Награда „Запис”, 2010.
- Награда „Ђура Даничић”, 2013.[5]
- Награда „Јанко Шафарик”, 2016.[10]
- Награда „Златни беочуг”, 2017.[11]